# Gianluca Della Rosa
Gianluca Della Rosa (Pistoia, 20 agosto 1996) è un cestista italiano di ruolo playmaker.
Il 20 giugno 2025, viene annunciato come nuovo playmaker della Fortitudo Bologna.

## Palmarès
- Supercoppa LNP: 1

Pistoia: 2021
• Campionato di Legadue: 1
Pistoia: 2022-23